# Rio Capivari (Tietê)
O rio Capivari é um rio brasileiro do estado de São Paulo, afluente norte do rio Tietê. Sua nascente fica no município de Jundiaí, na localização geográfica latitude 23°07'14" sul e longitude 46°51'27" oeste, bem próximo da rodovia estadual SP-360, passando por Louveira, Vinhedo, Valinhos, Campinas, Monte Mor, Elias Fausto, Capivari e Rafard, desaguando no Rio Tietê, na cidade homônima, na localização geográfica latitude 22°58'39,6" sul e longitude 47°45'50,8" oeste.

## Origem do nome
Capivari é nome de origem tupi. O significado normalmente aceito é rio das capivaras. Ainda hoje é possível encontrar, nas margens desse rio, exemplares desses animais, roedores de grande porte.

## Dominialidade
O rio Capivari é de domínio do estado de São Paulo, por não percorrer mais de um estado.

## Aspectos físicas
O Capivari  nasce no município de Jundiaí, e deságua  no Tietê, no município de mesmo nome. A vazão média na foz é de 11,4m3/s.
De acordo com a Agência das Bacias dos Rios Piracicaba, Capivari e Jundiaí, o desnível topográfico da bacia do Capivari não ultrapassa 250m, em um percurso de 180 km, desde as suas nascentes, na Serra do Jardim, com altitude de 750m.

## Principais afluentes
Seus principais afluentes são o Ribeirão Sapesal, Córrego Piçarrão, Areia Branca, Rio Capivari-mirim e Córrego Água Choca.

## Poluição
Na bacia do rio Capivari, são despejados os esgotos domésticos de diversos municípios, entre eles Louveira, Vinhedo, Campinas, Monte Mor, Elias Fausto, Capivari, Rafard e Mombuca.